# Papa Gontier
'Papa Gontier' est un cultivar de rosier thé obtenu en 1883 par le rosiériste français Gilbert Nabonnand. Il est issu d'un semis de 'Prince Wassiltchikoff' (Nabonnand, 1874). Ce cultivar était très utilisé pour le forçage en serre à la fin du XIXe siècle et au début du XXe siècle.

## Description
Ce rosier triploïde de 100 cm de hauteur présente un feuillage vert foncé et brillant et de grands aiguillons. C'est un rosier vigoureux et très florifère. Ses boutons sont longs (6 cm) et pointus. Ses grandes fleurs sont semi-doubles aux pétales rose vif d'aspect léger au revers pourpré et dont le cœur est nuancé de jaune. Elles sont très légèrement parfumées.
La floraison est remontante.
Sa zone de rusticité est de 6b à 9b ; il supporte donc les hivers froids.
Il doit son nom au père de Louis Gontier, gendre de Gilbert Nabonnand.

## Descendance
'Papa Gontier' a donné naissance à de nombreuses variétés, comme 'Gruss an Teplitz' (Geschwind, 1897), et à une mutation grimpante, 'Papa Gontier grimpant' (Chevrier, 1904), qui peut atteindre 400 cm ou 500 cm. Une autre mutation, 'Rainbow' (Sievers, 1889), présente des roses au coloris rose carné, taché de chamois.
Par croisement avec 'Madame Hoste' (Guillot père et fils, 1887), il a donné naissance à 'Lady Hillingdon' (Lowe & Shawyer, 1910).